# Alfred Dunhill Links Championship
Die Alfred Dunhill Links Championship ist eines der renommiertesten Golfturniere der European Tour. Sie wird Anfang Oktober auf drei verschiedenen Links-Plätzen rund um die „Heimat des Golfes“ St Andrews im schottischen Fife gespielt.
Das Turnier ist ein Pro-Am, d. h., es treten Teams an, die sich aus Profigolfern und Amateuren zusammensetzen. Gespielt wird jeweils eine Runde in St Andrews, Carnoustie und Kingsbarns. Auf diese drei Runden folgt ein Cut. Die führenden sechzig Professionals dürfen die Finalrunde in St Andrews weiterspielen. Dazu kommen die führenden zwanzig Teams, unabhängig davon, ob die Professionals der Teams den individuellen Cut geschafft haben.
Ursprünglich 2001 als Dunhill Links Championship eingeführt, ersetzte das Event den Alfred Dunhill Cup (1985–2000), ein Dreier-Team-Turnier. Dieses verlor im Jahr 2000 an Bedeutung, als der World Cup of Golf unter dem Namen WGC-World Cup zur World-Golf-Championships-Turnierserie gezählt wurde. Die Luxusgüter-Marke dunhill ist seit 1985 Sponsor und Namensgeber der Veranstaltung.
Um das Interesse an der Veranstaltung zu erhöhen, werden regelmäßig berühmte Persönlichkeiten aus Sport und Entertainment eingeladen. Als Amateure teilgenommen haben bisher unter anderem Nigel Mansell, Ian Botham, Gary Lineker, Boris Becker, Franz Klammer, Luís Figo, Michael Douglas, Samuel L. Jackson, Michael Vaughan, Sir Matthew Pinsent, Hugh Grant und Shane Warne. Die Entsprechung der Alfred Dunhill Links Championship auf der PGA Tour ist das AT&T Pebble Beach National Pro-Am.

## Siegerliste
| Jahr                              | Sieger                            | Ergebnis                          | Ergebnis                          | Ergebnis                          | Ergebnis                          | Ergebnis                          | Vorsprung                         | Pro-Am Sieger                        |
| Jahr                              | Sieger                            | R1                                | R2                                | R3                                | R4                                | Gesamt                            | Vorsprung                         | Pro-Am Sieger                        |
| Alfred Dunhill Links Championship | Alfred Dunhill Links Championship | Alfred Dunhill Links Championship | Alfred Dunhill Links Championship | Alfred Dunhill Links Championship | Alfred Dunhill Links Championship | Alfred Dunhill Links Championship | Alfred Dunhill Links Championship | Alfred Dunhill Links Championship    |
| --------------------------------- | --------------------------------- | --------------------------------- | --------------------------------- | --------------------------------- | --------------------------------- | --------------------------------- | --------------------------------- | ------------------------------------ |
| 2024                              | Tyrrell Hatton                    | 65                                | 68                                | 61                                | 70                                | 264 (−24)                         | 1 Schlag                          | Nicolas Colsaerts                    |
| 2023*                             | Matt Fitzpatrick                  | 67                                | 64                                | 66                                |                                   | 197 (−19)                         | 3 Schläge                         | Matt Fitzpatrick & Susan Fitzpatrick |
| 2022                              | Ryan Fox                          | 66                                | 74                                | 65                                | 68                                | 273 (−15)                         | 1 Schlag                          | Callum Shinkwin & Alex Acquavella    |
| 2021                              | Danny Willett                     | 67                                | 69                                | 66                                | 68                                | 270 (−18)                         | 2 Schläge                         | Michael Hoey & Maeve Danaher         |
| 2020                              | kein Turnier, COVID-19-Pandemie   | kein Turnier, COVID-19-Pandemie   | kein Turnier, COVID-19-Pandemie   | kein Turnier, COVID-19-Pandemie   | kein Turnier, COVID-19-Pandemie   | kein Turnier, COVID-19-Pandemie   | kein Turnier, COVID-19-Pandemie   | kein Turnier, COVID-19-Pandemie      |
| 2019                              | Victor Perez                      | 64                                | 68                                | 64                                | 70                                | 266 (−22)                         | 1 Schlag                          | Tommy Fleetwood & Ogden Philipps     |
| 2018                              | Lucas Bjerregaard                 | 70                                | 65                                | 71                                | 67                                | 273 (−15)                         | 1 Schlag                          | Lie Haotong & Allen Zhang            |
| 2017                              | Tyrrell Hatton                    | 68                                | 65                                | 65                                | 66                                | 264 (−24)                         | 3 Schläge                         | Jamie Donaldson & Kieran McManus     |
| 2016                              | Tyrrell Hatton                    | 67                                | 70                                | 62                                | 66                                | 265 (−23)                         | 4 Schläge                         | Danny Willett & Jonathan Smart       |
| 2015                              | Thorbjørn Olesen                  | 68                                | 66                                | 65                                | 71                                | 270 (−18)                         | 2 Schläge                         | Florian Fritsch & Michael Ballack    |
| 2014                              | Oliver Wilson                     | 64                                | 72                                | 65                                | 70                                | 271 (−17)                         | 1 Schlag                          | Peter Lawrie & Kieran McManus        |
| 2013                              | David Howell                      | 67                                | 68                                | 63                                | 67                                | 265 (−23)                         | Sieg im Playoff                   | Thomas Levet & David Sayer           |
| 2012                              | Branden Grace                     | 60                                | 67                                | 69                                | 70                                | 266 (−22)                         | 2 Schläge                         | Alexander Norén & Ernesto Bertarelli |
| 2011                              | Michael Hoey                      | 66                                | 66                                | 66                                | 68                                | 266 (−22)                         | 2 Schläge                         | Nick Dougherty & Chris Evans         |
| 2010                              | Martin Kaymer                     | 68                                | 69                                | 68                                | 66                                | 271 (−17)                         | 3 Schläge                         | Robert Karlsson & Dermot Desmond     |
| 2009                              | Simon Dyson                       | 68                                | 66                                | 68                                | 66                                | 268 (−20)                         | 3 Schläge                         | Søren Hansen & Kieran McManus        |
| 2008                              | Robert Karlsson                   | 67                                | 70                                | 76                                | 65                                | 278 (−10)                         | Sieg im Playoff                   | John Bickerton & Bruce Watson        |
| 2007                              | Nick Dougherty                    | 67                                | 66                                | 66                                | 71                                | 270 (−18)                         | 2 Schläge                         | Scott Strange & Robert Coe           |
| 2006                              | Pádraig Harrington                | 66                                | 69                                | 68                                | 68                                | 271 (−16)                         | 5 Schläge                         | Pádraig Harrington & J. P. McManus   |
| Dunhill Links Championship        |                                   |                                   |                                   |                                   |                                   |                                   |                                   |                                      |
| 2005                              | Colin Montgomerie                 | 70                                | 65                                | 73                                | 71                                | 279 (−9)                          | 1 Schlag                          | Henrik Stenson & Rurik Gobel         |
| 2004                              | Stephen Gallacher                 | 70                                | 66                                | 66                                | 67                                | 269 (−19)                         | Sieg im Playoff                   | Fred Couples & Craig Heatley         |
| 2003                              | Lee Westwood                      | 70                                | 68                                | 62                                | 67                                | 267 (−21)                         | 1 Schlag                          | Sam Torrance & Daniel Torrance       |
| 2002                              | Pádraig Harrington                | 66                                | 66                                | 68                                | 69                                | 269 (−19)                         | Sieg im Playoff                   | Pádraig Harrington & J. P. McManus   |
| 2001                              | Paul Lawrie                       | 71                                | 68                                | 63                                | 68                                | 270 (−18)                         | 1 Schlag                          | Brett Rumford & Chris Peacock        |

* – Wegen Regen wurde das Turnier 2023 auf 54 Löcher reduziert.